# Золото Толозы
Зо́лото Толо́зы, или Толо́зское зо́лото (лат. aurum Tolosanum) — легенда, упоминаемая рядом римских авторов, а также устойчивое выражение в латинском языке со значением «то, что приносит бедствия».

## История
Таков же смысл и того древнего выражения, которое мы засвидетельствовали в таком виде: «Толозское золото». Ведь когда консул Квинт Цепион в галльской земле разграбил город Толозу, и в храме этого города обнаружилось много золота, то всякий, кто прикасался к этому награбленному золоту, умер страшной и мучительной смертью.
В 279 году до н. э. галлы, вторгшиеся на Балканы, решили захватить святилище Аполлона в Дельфах. Храм имел статус общегреческой святыни, в нём были сосредоточены большие богатства: золотая статуя Аполлона, дары обращавшихся за пророчествами, подношения от греческих полисов и частных лиц. Впрочем, Страбон отмечает, что к моменту нападения галлов сокровища храма сильно уменьшились из-за их разграбления фокейцами в ходе Священной войны.
Источники дают противоречивые версии того, чем закончилось нападение галлов: Павсаний и Юстин сообщают о том, что захватчики были с божественным вмешательством разгромлены, но Страбон говорит о захвате галлами Дельф и передаёт рассказ о том, что часть похищенных сокровищ могла быть увезена галльским племенем тектосагов в свой город Толозу (современная Тулуза, Франция), хотя сам сомневается в возможности этого.
Более чем через полтора столетия, в 105 году до н. э. Квинт Сервилий Цепион (консул 106 года до н. э.) в ранге проконсула был отправлен на борьбу с кимврами и тевтонами, угрожавшим римским границам. Незадолго до того Толоза, уже некоторое время входившая в провинцию Нарбонская Галлия, вследствие постоянных неудач римской армии восстала, захватив в плен римский гарнизон. Цепион овладел Толозой «с помощью измены» и разграбил святилище Аполлона Кельтского, найдя там огромные сокровища.
Орозий называет цифру в 110 000 фунтов (36 т) серебра и 100 000 фунтов (33 т) золота, Юстин — в 110 000 фунтов (36 т) серебра и 500 000 фунтов (164 т) золота, Страбон со ссылкой на Посидония — даже 15 000 талантов (485 т) обоих металлов, причём часть из них хранилась в скрытых помещениях, а часть — в священных прудах. По словам последнего, погружение сокровищ под воду было обычным для Галлии способом безопасного их хранения; после завоевания страны римляне продавали водоёмы в пользу государственной казны, и многие из тех, кто купил их, находили там куски серебра. Сокровища были направлены под охраной в Массилию, однако по пути на конвой напали неизвестные и, перебив охрану, похитили драгоценный груз. Подозрение пало на самого Цепиона.

## Проклятие золота Толозы

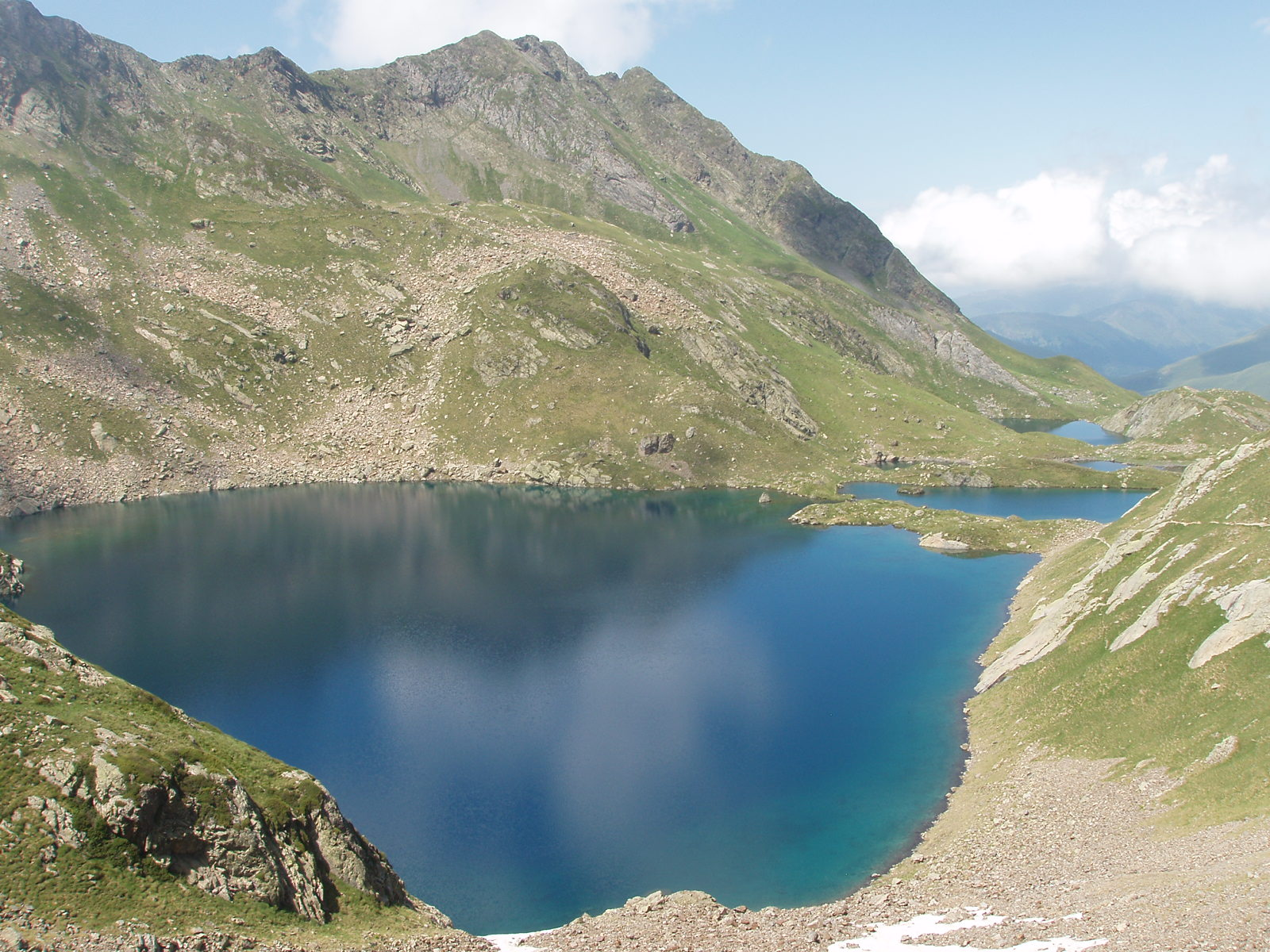
Одно из озёр в окрестностях Тулузы — возможное место хранения сокровищ

Расхищение сокровищ храма рассматривалось древними как святотатство, то есть оскорбление божества, за которым должно последовать неминуемое возмездие. Если принять версию, что в Толозу попало именно дельфийское золото, то первыми пострадали галлы, напавшие на Дельфы: они были разгромлены, понесли тяжелейшие потери, а их вождь Бренн то ли умер от ран, то ли покончил с собой. Те из тектосагов, что вернулись с награбленным в Галлию, «были поражены пагубной заразной болезнью и избавились от неё только тогда, когда, повинуясь советам гадателей, погрузили в Толозское озеро золото и серебро, добытое войнами и святотатством».
Квинт Сервилий Цепион в том же году стал виновником тяжелейшего поражения римлян при Араузионе. Из-за своей патрицианской спеси он отказался объединять войска с консулом Гнеем Маллием Максимом, который по происхождению был homo novus. В результате римляне были полностью разгромлены варварами, погибли десятки тысяч человек, а все пленные были казнены. Цепион оказался в числе немногих спасшихся. По возвращении в Рим он был обвинён в потере армии и краже золота Толозы, в 104 году до н. э. исключён из сената, а впоследствии приговорён к фантастическому штрафу в 15 000 талантов (который никогда не смог выплатить), сначала заключён в тюрьму (речь шла даже о смертной казни), а затем лишён воды и огня и умер в изгнании в Смирне.

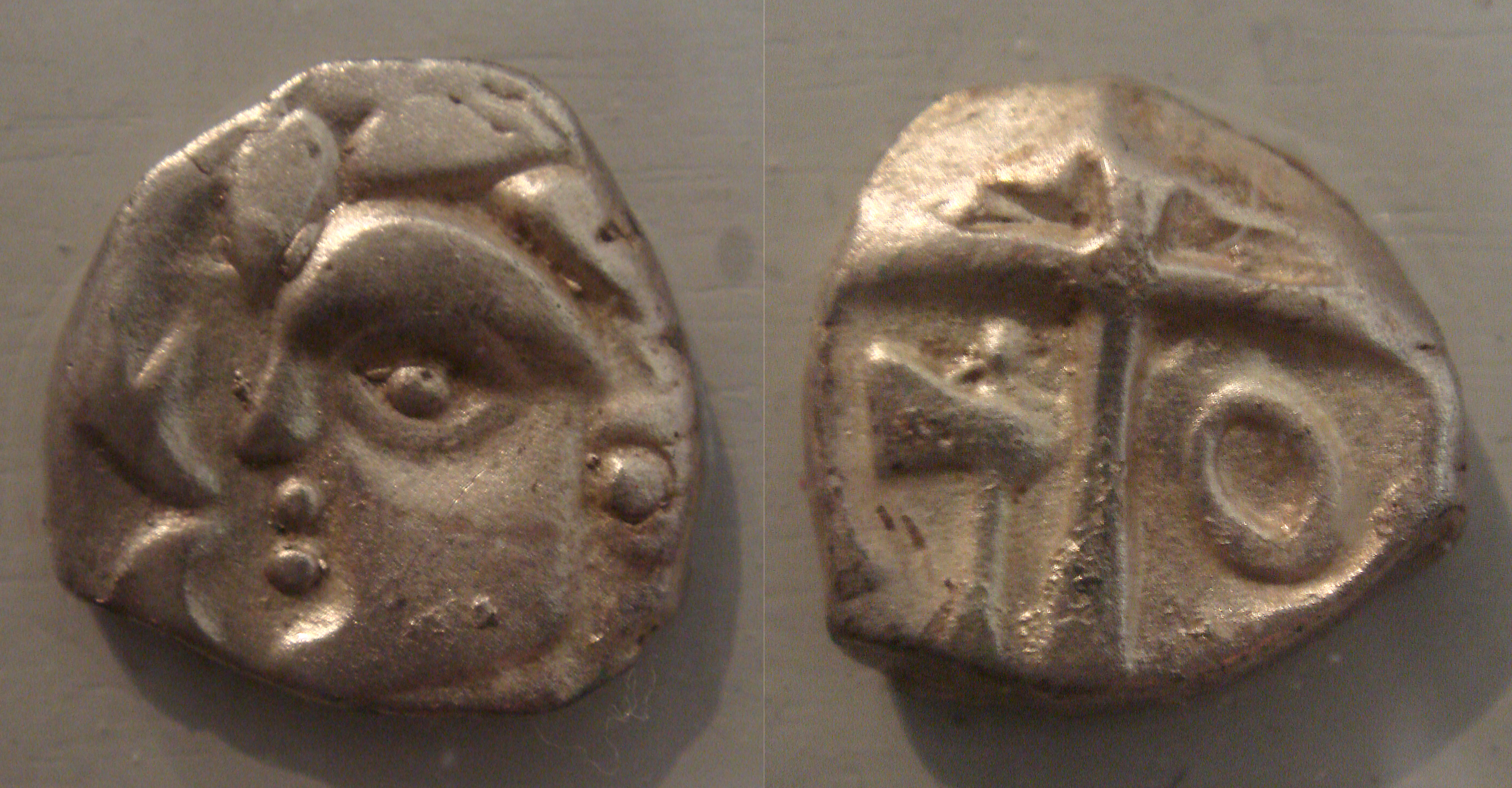
Монеты тектосагов. Кабинет медалей

Участь его потомков была не менее трагичной. Страбон сообщает со ссылкой на Тимагена, что после смерти Цепион оставил дочерей-наследниц, которые «предавшись разврату, позорно погибли». Сын Цепиона, также Квинт Сервилий Цепион, достиг в 91 году до н. э. претуры, а в начавшейся Союзнической войне стал одним из командующих римскими армиями. Военачальник восставших италиков Квинт Поппедий Силон решил заманить его в ловушку. Он явился в лагерь римлян под видом перебежчика, отдал в качестве заложников двух молодых рабов, которых выдавал за своих сыновей. В залог он также передал позолоченные и посеребрённые свинцовые круглые пластинки, выдаваемые за золото и серебро. Попедий настаивал на том, чтобы Цепион как можно скорее следовал со своим войском и захватил лагерь Попедия, оставшийся без начальника. Цепион дал себя уговорить и выступил. Попедий, очутившись вблизи устроенной им засады, подал сигнал своим. Цепион и многие из сопровождавших его были убиты.
Внук разорителя Толозы, также Квинт Сервилий Цепион, усыновил сына своей сестры Сервилии Марка Юния Брута, будущего убийцу Гая Юлия Цезаря, и умер в возрасте около 30 лет, после чего приёмный сын получил всё состояние семьи Цепионов. Ходили слухи, что Сервилия причастна к этой смерти, и Цепиона отравили по её наущению. Хотя золото Толозы официально так и не было найдено, римляне полагали, что старшему Цепиону всё-таки удалось передать его по наследству, и оно передавалось от поколения к поколению вплоть до самоубийства Марка Юния Брута в 42 году до н. э.

## В культуре
- Название «Золото Толозы» носит роман Ф. Матышака[англ.] (2013).
- Упоминается в романах К. Маккалоу «Первый человек в Риме» (1990) и «Венец из трав (Битва за Рим)» (1991). В первом романе описано и осуждение Квинта Сервия Цепиона за похищение проклятого золота и его дальнейшая ссылка в Смирну.